# اس‌تی‌اس-۹۷
اس‌تی‌اس-۹۷ (انگلیسی: STS-97) یکی از مأموریت‌های برنامه شاتل‌های فضایی بود که در تاریخ ۱ دسامبر ۲۰۰۰ از پایگاه فضایی کندی به مقصد ایستگاه فضایی بین‌المللی پرتاب شد. این مأموریت توسط شاتل اندور و برای تکمیل مونتاژ اجزا ایستگاه فضایی، انجام گرفت. هدف اصلی این مأموریت آماده‌سازی ایستگاه جهت نصب قطعه Destiny Laboratory Module بود.